# U-2518
U-2518 – niemiecki okręt podwodny (U-Boot) typu XXI z okresu II wojny światowej. Okręt wszedł do służby w 1944 roku; po wojnie przejęty przez Francję. Jeden z 8 okrętów tego typu, które przetrwały wojnę.
Dzięki bardzo dużej pojemności akumulatorów, nowej opływowej linii kadłuba - pozbawionego występów oraz działa, jednostka była jednym z pierwszych okrętów podwodnych w historii zdolnych do rozwijania pod wodą prędkości większej niż na powierzchni. Te same cechy umożliwiały jej znacznie dłuższe niż dotąd pływanie podwodne.
Zamówienie na budowę okrętu zostało złożone w stoczni Blohm & Voss w Hamburgu. Rozpoczęcie budowy okrętu miało miejsce 16 sierpnia 1944. Wodowanie nastąpiło 4 października 1944, wejście do służby 4 listopada 1944. Jedynym dowódcą był Oblt. (potem Kptlt.) Friedrich Weidner.
Okręt odbywał szkolenie w 31. Flotylli, od 1 kwietnia służył w 11. Flotylli jako okręt bojowy. Nie odbył żadnego patrolu bojowego, nie zatopił żadnej jednostki przeciwnika.
Poddany w Horten (Norwegia) w maju 1945. Przebazowany do Oslo, potem do portu Lisahally (Irlandia Północna), który osiągnął 7 czerwca 1945. Przekazany Francji 14 lutego 1946, wcielony do marynarki francuskiej jako Roland Morillot, później Q426. Wycofany w październiku 1967, złomowany w 1969.